# خليفة بن سلمان بن أحمد آل خليفة
خليفة بن سلمان بن أحمد آل خليفة (ولد في 1795 - توفي في 31 مايو 1834 في قلعة الرفاع، الرفاع، البحرين) الحاكم الرابع للبحرين بالتشارك مع عمه عبد الله بن أحمد آل خليفة من 1825 إلى 1834. هو ابن سلمان بن أحمد آل خليفة حاكم البحرين الثالث بالتشارك مع أخيه عبد الله.

## الأسرة
تزوج مرتين الأولى ابنة أو أخت عيسى بن طريف البنعلي والثانية ابنة خليفة بن فاضل الفاضل. أنجب ستة أبناء حسب التالي:
1. دعيج: ولد في عام 1808 وقتل في البحرين في عام 1842 عن عمر ناهز 34 سنة. أنجب ابنين اثنين وبنت واحدة حسب التالي:
  1. راشد: توفي عن عمر ناهز 45 سنة. أنجب ابن واحد حسب التالي:
    1. عبد الرحمن: ولد في عام 1863 ثم قتل في الظهران بالسعودية في عام 1900 عن عمر ناهز 37 سنة وخلف ذرية.

  2. سلمان: ولد في عام 1838 ثم قتل على يد قريب له في الظهران في عام 1900. أنجب ستة أبناء وخمس بنات حسب التالي:
    1. خليفة: ولد في عام 1864 ثم قتل على يد قريب له في الظهران في عام 1900. أنجب ابنين حسب التالي:
      1. محمد: ولد في عام 1886.
      2. علي: ولد في عام 1893. تزوج من ثلاث النساء الأولى من مريم الغرير والآخريان غير معروفتان وأنجب تسعة أبناء حسب التالي:
        1. خليفة: والدته مريم الغرير. تزوج من مريم بنت محمد آل خليفة وأنجب ثلاثة أبناء حسب التالي:
          1. محمد: والدته مريم بنت محمد آل خليفة. تزوج من مريم بنت سلمان آل خليفة وهي ابنة عم والده سلمان بن علي آل خليفة من زوجته فاطمة بنت محمد آل خليفة ابنة محمد بن عيسى آل خليفة الحاج. أنجب ابنين وثلاث بنات حسب التالي:
            1. سلمان.
            2. علي.
            3. منيرة: تزوجت من محمد بن راشد بن آل خليفة (ابن راشد بن عبد الرحمن آل خليفة ومنيرة بنت أحمد بن محمد آل خليفة).
            4. دانة: تزوجت من ناصر بن محمد آل خليفة (ابن محمد بن عبد الله آل خليفة وهند آل خليفة).
            5. عائشة: تزوجت من دعيج آل خليفة وأنجبت ابنة واحدة.

          2. إبراهيم.
          3. عبد الله.

        2. سلمان: والدته مريم الغرير. تزوج من فاطمة بنت محمد آل خليفة (1928-1996) (ابنة محمد بن عيسى آل خليفة الحاج وعائشة بنت علي الزايد. أنجب ثلاثة أبناء وابنة واحدة حسب التالي:
          1. خالد.
          2. سعود.
          3. صباح.
          4. مريم: تزوجت من محمد بن خليفة آل خليفة (ابن خليفة بن علي آل خليفة ومريم بنت محمد آل خليفة). أنجبت ابنان وثلاث بنات.

        3. دعيج.
        4. يوسف: أنجب ثلاثة أبناء حسب التالي:
          1. نواف.
          2. راشد.
          3. علي.

        5. أحمد: أنجب ثلاثة أبناء حسب التالي:
          1. عبد الله.
          2. سلمان.
          3. علي.

        6. عيسى: أنجب ابن واحد حسب التالي:
          1. خالد.

        7. راشد.
        8. عبد الرحمن.
        9. عبد الله.

    2. صباح: ولد في عام 1872. لم يخلف عقب.
    3. إبراهيم: لم يخلف عقب.
    4. بشر: ولد في عام 1875. توفي في عام 1904 عن عمر ناهز 29 سنة. أنجب أربع أبناء حسب التالي:
      1. فهد: ولد في عام 1902. أنجب ابنين حسب التالي:
        1. سلمان: أنجب خمسة أبناء حسب التالي:
          1. دعيج: تزوج مرتين الأولى من نورة بنت حمد آل خليفة في عام 1979 التي توفيت في عام 1980 ثم نعيمة الفاضل في عام 1982. أنجب ثلاث بنات من زوجته الثانية حسب التالي:
            1. ثاجبة: ولدت في عام 1985.
            2. مريم: ولدت في عام 1986.
            3. نورة: ولدت في عام 1988.

          2. فهد: تزوج في عام 1982 من لولوة بنت محمد آل خليفة ابنة محمد بن خليفة آل خليفة وأنجب ابنين وبنت واحدة حسب التالي:
            1. محمد: ولد في عام 1983.
            2. فيصل: ولد في عام 1985.
            3. لطيفة: ولدت في عام 1988.

          3. خليفة: تزوج في عام 1983 من البريطانية شيرلي غيلز التي أعلنت اسلامها وغيرت اسمها إلى لولوة بنت عبد الله. أنجب أربعة أبناء وابنتين حسب التالي:
            1. بشر: ولد في المنامة، البحرين في 13 يوليو 1984.
            2. سلمان: ولد في المنامة، البحرين في 21 فبراير 1989.
            3. أحمد: ولد في المنامة، البحرين في 21 يونيو 1995.
            4. دعيج: ولد في المنامة، البحرين في 9 سبتمبر 1996.
            5. لولوة: ولدت في المنامة، البحرين في 18 يناير 1987.
            6. جواهر: ولدت في المنامة، البحرين في 13 سبتمبر 1997.

          4. راشد: تزوج مرتين الأولى في عام 1987 من مريم بنت محمد آل خليفة ابنة محمد بن خليفة آل خليفة والثانية من سماح حماس. أنجب ثلاثة أبناء وابنة واحدة حسب التالي:
            1. سلمان: ولد في عام 1990. والدته مريم.
            2. فهد: ولد في عام 1994. والدته سماح.
            3. ناصر: ولد في عام 1999. والدته سماح.
            4. لطيفة: ولد في عام 1988. والدتها مريم.

          5. إبراهيم: تزوج في عام 2005 من سميرة بنت أحمد آل خليفة.

        2. بشر.

      2. صباح: ولد في عام 1902. أنجب ابن واحد حسب التالي:
      3. 1. مبارك وانجب ثلاثة أبناء وهم حسب التالي:                      1. صباح ولد في 1980 وانجب ابن واحد وهو مبارك ولد في الرفاع، البحرين في 16 يونيو 2014.              2.احمد ولد في الرفاع، البحرين في 9 أكتوبر 1990.                                                     3. محمد ولد في الرفاع، البحرين في 19 أبريل 1994.
      4. بشر: ولد في عام 1903.
      5. سلمان.

    5. دعيج: ولد في عام 1880. توفي في عام 1900 عن عمر ناهز 20 سنة. أنجب ابن واحد حسب التالي:
      1. سلمان: ولد في عام 1898. تزوج من شيخة بنت حمد آل خليفة (توفيت في الرفاع الغربي في 25 يناير 2008 ودفنت في مقبرة الرفاع) ابنة حمد بن محمد آل خليفة. أنجب أربعة أبناء حسب التالي:
        1. أحمد.
        2. عبد الرحمن.
        3. خليفة: مدير إدارة الجوازات والهجرة في عام 1983. أنجب ابنين اثنين حسب التالي:
          1. علي.
          2. إبراهيم.

        4. دعيج: أنجب ثلاثة أبناء حسب التالي:
          1. سلمان.
          2. عبد الله.
          3. محمد.

    6. محمد.
    7. ابنة غير معروف اسمها: تزوجت من حمد بن عيسى آل خليفة.
    8. ابنة غير معروف اسمها: تزوجت من حمد بن محمد آل خليفة (ولد في عام 1860) وهو ابن حاكم البحرين الخامس محمد بن خليفة بن سلمان آل خليفة.
    9. شيخة.
    10. هيا.
    11. حصة.

  3. موزه: تزوجت من أحمد بن خليفة الغتم الابن الأصغر لخليفة الغتم بن محمد[2].
2. راشد: ولد في عام 1807. توفي من غير عقب.
3. محمد: الحاكم الخامس للبحرين الأولى بالتشارك مع عم والده عبد الله بن أحمد آل خليفة من 1834 إلى 1842 ثم منفردا من 1842 إلى 1868 ثم حكم لعدة شهور من عام 1869.
4. إبراهيم: توفي قبل عام 1882 عن عمر ناهز 50 سنة ولم يعقب ذرية.
5. سلمان: توفي قبل عام 1882 عن عمر ناهز 35 سنة ولم يعقب ذرية.
6. علي: الحاكم السادس للبحرين في الفترة من 1868 إلى 1869.